# Tramway de Most - Litvínov
Le tramway de Most - Litvínov, circule depuis 1901 et relie la ville de Most à Litvínov, en République tchèque.

## Exploitation

### Lignes actuelles
Depuis le 2 octobre 2011, le réseau compte quatre lignes.

#### Ligne 1
Litvínov, Citadela - Litvínov, u dílen - Litvínov, stadion - Litvínov, Technické služby - Litvínov, poliklinika - Litvínov, obchodní dům - Litvínov, nádraží - Litvínov, báňské stavby - Záluží, Doly Hlubina - Záluží, Petrochemie - Záluží, Chemopetrol - Záluží, Zdravotní středisko - Důl Julius IV - Cesta do Kopist - Most, Souš - Most, Zimní stadion - Most, Sportovní hala - Most, OD PRIOR - Most, 1.náměstí - Most, Čs.mládeže - Most, Dopravní podnik - Most, Severografia - Most, Velebudická

#### Ligne 2
Most, Velebudická - Most, Severografia - Most, Dopravní podnik - Most, Čs.mládeže - Most, 1.náměstí - Most, OD PRIOR - Most, Sportovní hala - Most, Zimní stadion - Most, Tesco - Most, Nádraží

#### Ligne 3
Litvínov, Citadela - Litvínov, u dílen - Litvínov, stadion - Litvínov, Technické služby - Litvínov, poliklinika - Litvínov, obchodní dům - Litvínov, nádraží - Litvínov, báňské stavby - Záluží, Doly Hlubina - Záluží, Petrochemie - Záluží, Chemopetrol - Záluží, Zdravotní středisko - Důl Julius IV - Cesta do Kopist - Most, Sídliště ČD - Most, Souš - Most, Chomutovská - Most, Tesco - Most, nádraží

#### Ligne 4
Litvínov, Citadela - Litvínov, u dílen - Litvínov, stadion - Litvínov, Technické služby - Litvínov, poliklinika - Litvínov, obchodní dům - Litvínov, nádraží - Litvínov, báňské stavby - Záluží, Doly Hlubina - Záluží, Petrochemie - Záluží, Chemopetrol - Záluží, Zdravotní středisko - Důl Julius IV - Cesta do Kopist - Most, Sídliště ČD - Most, Souš - Most, Zimní stadion - Most, Sportovní hala - Most, OD PRIOR - Most, 1.náměstí - Most, Čs.mládeže - Most, Dopravní podnik

#### Ligne 7 (fermée)
Litvínov, poliklinika - Litvínov, obchodní dům - Litvínov, nádraží - Litvínov, báňské stavby - Záluží, Doly Hlubina - Záluží, Petrochemie - Záluží, Chemopetrol - Záluží, Zdravotní středisko - Důl Julius IV - Cesta do Kopist - Most, Sídliště ČD - Most, Souš - Most, Zimní stadion - Most, Sportovní hala - Most, OD PRIOR - Most, 1.náměstí - Most, Čs.mládeže - Most, Dopravní podnik

### Matériel roulant
| Image | Type         | Modifications                        |
| ----- | ------------ | ------------------------------------ |
|       | Tatra T3     | Tatra T3, Tatra T3SUCS, Tatra T3M.3  |
|       | Škoda 03T    | Škoda 03T (nom commercial : "Astra") |
|       | VarioLF plus | VarioLF plus                         |
|       | EVO1         | EVO1                                 |